# فريدريك بانكس
فريدريك بانكس (بالإنجليزية: Frederick Banks)‏ (9 ديسمبر 1888 في المملكة المتحدة - 16 يناير 1957 بنوتنغهام في المملكة المتحدة) هو لاعب كرة قدم بريطاني (وحمل سابقاً جنسية المملكة المتحدة لبريطانيا العظمى وأيرلندا) في مركز الهجوم. لعب مع برمنغهام سيتي ونوتينغهام فورست ووركشوب تاون ‏ ونادي ستاليبريدج سيلتيك ونادي تلفورد يونايتد ونادي ستوربريدج.